# Nebraska zászlaja
A pecséten megjelenő legfontosabb természeti motívumok a Sziklás-hegység és a Missouri folyó. A kovács az ipart jelképezi, a mezőgazdaságot a búzakévék és a telepes háza. A gőzhajó és a vonat a szállítás és a közlekedés szerepét hangsúlyozza.